# Exotela phryne
Exotela phryne är en stekelart som först beskrevs av Nixon 1954.  Exotela phryne ingår i släktet Exotela och familjen bracksteklar. Inga underarter finns listade i Catalogue of Life.